# 石渡清元
石渡 清元（いしわた きよはる、1940年12月9日 - 2014年1月20日）は、日本の政治家。元参議院議員（2期）。位階は従四位。

## 経歴
横浜市南区生まれ。小学校卒業後、栄光学園中学・高校で学ぶ。1963年、慶應義塾大学商学部を卒業し、病院に入職、その後理事長となる。1971年の統一地方選挙で横浜市南区選出県議に当選。1985年に県議会議長に就任。1987年の県議選5度目の当選を果たす。
1988年11月12日、自民党神奈川県連は、翌年の第15回参議院議員通常選挙神奈川県選挙区（改選数2）の候補者に関し第4回選考委員会を開き、党公認候補に石渡を選んだ。同選挙区は改選期を迎えた杉元恒雄が病気療養のため立候補を辞退。前年11月の補選で当選した佐藤謙一郎も衆院選転身を望み、不出馬を表明していた。候補には8人が名乗りをあげたが、党県連会長の小此木彦三郎の絞り込み調整で一本化が図られた。
1989年の参院選神奈川県選挙区に自民党公認・中曽根派新人候補として立候補し参院初当選。1991年の自民党総裁選では渡辺美智雄を全面的に支援。1992年夏に労働政務次官就任。1995年の第17回参議院議員通常選挙で再選。
1999年3月、志帥会旗揚げに参加。2001年の第19回参議院議員通常選挙には立候補せず、政界を引退した。
2011年11月の秋の叙勲で旭日重光章を受章する。
2014年1月20日13時13分、心不全のため横浜市の病院で死去した。73歳没。死没日付をもって従四位に叙された。